# Rivière Brochant
Pour les articles homonymes, voir Brochant.
La rivière Brochant est un fleuve affluent du littoral ouest de la baie d'Ungava. La rivière Brochant coule dans la région du Nunavik, située dans la région administrative du Nord-du-Québec, au Québec, au Canada.

## Géographie
La rivière Brochant prend sa source d'un petit lac de tête (altitude : 262 m) sans nom, à la limite du bassin versant du lac Tasialujjuaq et de la rivière Saint-Fond.
Le principal plan d'eau de tête de la rivière Brochant est le lac Peters (longueur : 27,7 km ; altitude : 178 m). Ce lac est situé à 29,2 km au sud de la rivière Arnaud, à 28,8 km à l'est du lac Tasialujjuaq et à 16,7 km au nord de la rivière Lefroy.
La rivière Brochant coule vers le nord-est dans la péninsule d'Ungava, pour aller se déverser sur une longue grève (pouvant atteindre 6,9 km a marée basse), au fond de la baie Brochant, située sur le littoral ouest de la baie d'Ungava. L'embouchure de la rivière Brochant est situé face à l'île Aulassivik, à 6,2 km (en ligne directe) au sud de l'embouchure de la rivière Arnaud et à 24 km (en ligne directe) au nord de l'embouchure de la rivière Lefroy.

## Toponymie
Le toponyme rivière Brochant a été officialisé le 5 décembre 1968 par la Commission de toponymie du Québec.